# Suzanne Labin
Pour les articles homonymes, voir Labin.
Suzanne Labin, née le 6 mai 1913 à Paris où elle est morte le 22 janvier 2001, est une essayiste française et militante politique. Issue de l'extrême gauche antistalinienne, elle est notamment connue pour sa dénonciation intransigeante du communisme. Elle a été proche de plusieurs réseaux anticommunistes internationaux et a été en relation avec différents adversaires du communisme, de la gauche à l'extrême droite, de la France à l'Europe de l'Ouest, des États-Unis aux régimes autoritaires d'Asie et d'Amérique latine.

## Biographie

### Milieu social et formation
Suzanne Devoyon de son nom de naissance, passe son enfance dans le XXe arrondissement de Paris, dernière enfant d'une famille ouvrière. Élevée par sa mère herboriste (le père est alcoolique et souvent absent), elle bénéficie d'une bourse qui lui permet de poursuivre des études de sciences à la Sorbonne et d'être licenciée ès-sciences. Elle s'intéresse ensuite aux sciences sociales et sort diplômée de l’École des hautes études sociales et internationales.

### Les débuts
À 19 ans, en 1932, elle épouse Édouard Labin (1910-1982, militant politique puis ingénieur électronicien) qu'elle a rencontré à la Sorbonne, où il étudiait la philosophie. Il est le frère d’Émile Labin (polytechnicien, promotion 1928, ingénieur électronicien) et d'Armand Labin (1906-1956, fondateur du Midi libre) tous nés à Bucarest. Son mari a été membre des Jeunesses communistes, dont il a été exclu en octobre 1930, en raison de son opposition à la tactique « classe contre classe ». Il a ensuite rejoint des mouvements d'extrême gauche (la Ligue communiste, qu'il quitte en 1931, le Cercle communiste démocratique de Boris Souvarine, très critiques à l'égard du stalinisme). Il collabore à des périodiques comme La Vérité ou L’École émancipée, sous le nom de plume de Jean Prader. Il finit par adhérer au Parti socialiste, qui s'appelle alors la SFIO ; il est secrétaire de la 13e section de la Seine de ce parti en 1937. Il milite pour l'intervention dans la guerre d'Espagne, contre les franquistes appuyés par l'Allemagne nazie et l'Italie fasciste. En 1936, il publie sous son pseudonyme (Jean Prader) une brochure, Au secours de l'Espagne socialiste et est le secrétaire général du Comité d'action socialiste pour l'Espagne, aux côtés notamment de Jean Zyromski, Jean Longuet, André Weil-Curiel, Marceau Pivert.
Suzanne Labin, comme son époux, a été dans les années 1930 membre des Jeunesses communistes et de l'Union fédérale des étudiants, puis a appartenu à l'Opposition de gauche.
Ses premiers écrits paraissent durant la drôle de guerre, en septembre et octobre 1939 dans Les feuilles libres de la quinzaine, une brochure mensuelle de 8 pages, assez confidentielle, défendant des positions pacifistes intégrales de Michel Alexandre et de Léon Émery, professeur à l'École normale de Lyon. Les feuilles libres ont pris vigoureusement position en 1937 contre les procès de Moscou et dénoncent l'URSS de Staline et le communisme stalinien. Dans ses premiers articles, elle dénonce le culte du chef en URSS, la « déification » de Staline et les limites intellectuelles de ce dernier. Pour appuyer son propos, elle cite Boris Souvarine. Ces articles sont suivis par quelques autres dans deux périodiques moins confidentiels, Marianne en 1939 et le Mercure de France en 1940 (article sur la peine de mort en URSS).
Sous l'Occupation, Édouard et Suzanne Labin auraient fait partie d'un réseau de résistance, le Réseau du musée de l'Homme. Avec son époux, elle fuit la France, gagne l'Espagne puis l'Argentine, où son mari, devenu ingénieur électronicien, est chef du laboratoire de recherches de Philips Argentina SA et chef de travaux pratiques à la faculté des sciences de Buenos Aires. Elle écrit des articles pour le quotidien La Nacion et d'autres périodiques argentins.

### La militante anticommuniste
Alors qu'Édouard Labin abandonne la politique pour la recherche appliquée - il est le directeur du laboratoire d'électronique et de recherches scientifiques appliquées de la firme Philips - puis pour la pédagogie, Suzanne se lance dans une croisade anticommuniste dans le contexte de la guerre froide dès son retour en France. Elle se fait connaître en 1948 par son ouvrage sur Staline et sur l'Union soviétique, Staline le Terrible. Panorama de la Russie soviétique, sur lequel elle travaillait depuis plusieurs années, en partie grâce à ses relations avec l'Entente internationale anticommuniste du Suisse Théodore Aubert. Son éditeur, Self, avait publié l'année précédente J'ai choisi la liberté du transfuge Viktor Kravchenko. Son édition britannique, parue en 1949, est préfacée par Arthur Koestler,.
Elle collabore (brièvement ?) au quotidien Combat à partir de mars 1950. « Liée d'amitié avec André Breton », elle cosigne avec lui une lettre circulaire datée du 8 mars 1950 proposant de « créer un foyer de culture libre face à l'obscurantisme envahissant, en particulier l'obscurantisme stalinien » et proposant la constitution d'un Comité de patronage :

« Des intellectuels français qui n'entendent pas abdiquer et qui ne disposaient jusqu'ici d'aucune tribune, alors que d'innombrables publications staliniennes déshonorent chaque jour la culture, se proposent de relever le défi dans le secteur de la civilisation dont ils ont la charge. Ils veulent fonder à cet effet une revue littéraire et idéologique où les grandes traditions du libre examen seraient reprises et revivifiées. »

Parmi les personnalités pressenties pour le Comité de patronage on trouve Albert Camus, René Char, Henri Frenay, André Gide, Ernest Hemingway, Sidney Hook, Arthur Koestler, Ignazio Silone et Richard Wright. Suzanne Labin déclare plus tard : « Tous les membres du Comité de patronage ont répondu positivement à nos propositions. Aucun n'a formulé de désaccord. Le projet n'a finalement pas abouti en raison de difficultés financières, pas du tout en raison de divergences idéologiques ». Le journaliste Frédéric Charpier présente une version plus critique de cet épisode dans La CIA en France, 60 ans d'ingérence dans les affaires françaises, à propos de fonds reçus et conservés (2 000 dollars) par Suzanne Labin.
Elle fait partie en juin 1950 de la délégation française qui prend part à Berlin-Ouest à la réunion inaugurale du Congrès pour la liberté de la culture, aux côtés notamment de Georges Altman, Henri Frenay, Claude Mauriac, André Philip, Jules Romains et David Rousset. Elle a voulu devenir la directrice de la revue française de cette association internationale anticommuniste, Preuves, mais d'autres étaient sur les rangs et elle n'y est pas parvenue, malgré l'appui de Koestler. Certains considèrent qu'elle est « stupide » (!), tel François Bondy, ancien communiste révolutionnaire passé par la SFIO, devenu directeur de la revue. Son anticommunisme virulent est trop tranché et ne correspond pas à l'approche modérée et intellectuelle des principaux animateurs français du Congrès. Raymond Aron, en août, estime qu'il est hors de question de faire appel à elle, ce qui met un point final à ses ambitions,. Elle s'éloigne progressivement de ce réseau,. Elle publie cependant des articles dans cette revue dans les années 1950 et fréquente les « mardis de Preuves », des conférences-débats qui se tiennent dans les locaux de la revue à partir de 1952.
En 1956, elle est à l'origine d'un manifeste paru le 6 novembre dans le quotidien Le Monde pour soutenir les Hongrois lors de l'insurrection de Budapest. Parmi les signataires, qui disent avoir entendu « l'appel pathétique des intellectuels hongrois qui se sont dressés contre la tyrannie soviétique et qui luttent aux côtés des travailleurs avec un magnifique héroïsme pour conquérir leur liberté », on trouve Albert Camus, François Mauriac, André Breton, André Philip, Denis de Rougemont, Marcel Aymé, Georges Duhamel, Gabriel Marcel, Jules Romains, Francis Ponge, Jean Rostand, Léo Ferré, Bernard Blier, etc. L'année suivante, elle cosigne un télégramme demandant au président du conseil hongrois de revenir sur la condamnation à mort des deux écrivains hongrois, Joszef Gali et Gyula Obersovszki, aux côtés des mêmes écrivains (Albert Camus, Jules Romains, Georges Duhamel, Gabriel Marcel, André Breton, Denis de Rougemont) et de Thierry Maulnier, Jean Guéhenno, Georges Altman, David Rousset, Hervé Bazin, Maurice Merleau-Ponty et Pierre Brisson.
En 1957, elle milite dans la presse et avec un livre, Entretiens de Saint-Germain. Liberté aux liberticides, pour l'interdiction du Parti communiste français. Elle préconise un « code de civisme » pour les partis politiques qui exclurait d'office tous ceux qui n'accepteraient pas la règle du jeu démocratique et parlementaire. Elle est alors membre de la SFIO de Guy Mollet et collabore au Populaire, l'organe de ce parti. Elle propose son « code de civisme » au congrès national de la SFIO de juillet 1957. Une commission présidée par Léon Boutbien est chargée d'élaborer une proposition mais le projet n'est pas retenu. Elle ne parvient pas non plus à convaincre d'autres personnalités anticommunistes comme Émile Roche. Son livre et sa campagne lui valent cependant en mai 1957 le « Prix de la liberté »,, dont les jurés sont Ferdinand Alquié, Georges Altman, le Néerlandais Hendrik Brugmans, René Courtin, Georges Duhamel, Henri Frenay, Maxime Leroy, Maurice Noël, directeur du Figaro littéraire et Denis de Rougemont. Georges Altman donne dans le quotidien Franc-Tireur un compte rendu laudateur du prix et de l'ouvrage, qu'il présente comme un « livre capital (qui) fait suite à deux livres déjà remarquables ». Denis de Rougemont a aussi défendu le livre de Labin, dans Preuves. L'Humanité et France Nouvelle, hebdomadaire du PCF, l'ont évidemment attaquée.
Elle est alors une proche de Georges Albertini et de son organisation anticommuniste, qui appuient sa campagne et profitent de la sortie de son livre pour mettre en place des journées d'études sur la question de l'interdiction du PCF, auxquelles elle participe avec Maurice Schumann, Jules Romains, Jacques Soustelle, Roger Priouret, André Philip ou Georges Izard,,. Deux ans plus tôt, elle avait figuré parmi les membres d'une Commission sur les enlèvements politiques, mise en place par Albertini, comme aussi Gabriel Marcel, Guy Vinatrel ou Raymond Le Bourre. Elle a bénéficié des connaissances de l'organisation d'Albertini pour nourrir son œuvre.
En septembre 1957, elle séjourne à Taïwan à l'invitation du chapitre local de la Ligue anticommuniste des peuples d’Asie (en anglais : Asian Peoples' Anti-Communist League/APACL), organisation créée en 1954 par le Kuomintang et le gouvernement de la Corée du Sud. Elle s'intéresse à la Chine de Mao Zedong et donne la parole aux réfugiés qui ont fui ce pays dans son livre de 1959 La condition humaine en Chine communiste, après un séjour à Hong-Kong, dans le contexte du Grand Bond en avant et de la grande famine en Chine. En 1959, elle cosigne un manifeste dénonçant « l'impérialisme cruel de Pékin, qui rappelle une fois de plus au monde libre, après Budapest en 1956, qu'on ne peut rien attendre d'autre d'un pouvoir communiste qu'oppression, génocide et mensonge », aux côtés notamment d'hommes politiques tels Maurice Schumann, Maurice Deixonne, Jean-Paul David - avec qui elle est en relation -, Claudius Petit, Robert Bruyneel, Jean Legaret et de personnalités diverses comme Gabriel Marcel, Georges Altman, Raymond Le Bourre, et le général Béthouart, et s'occupe du recueil des adhésions. Elle séjourne aussi au Japon et rend compte de ses impressions dans la revue littéraire Les Cahiers du Sud.
En juin 1959, elle fait partie de la délégation française dirigée par le général Béthouart, sénateur et président de la conférence parlementaire de l'OTAN, qui gagne Londres pour le 10e anniversaire de l'OTAN. Elle est rapporteur d'un texte sur l'importance de la propagande soviétique. Son texte est la base de son livre Il est moins cinq. Propagande et infiltration soviétiques. Elle ne parvient cependant pas à convaincre l'OTAN de l'importance de la « guerre psychologique », ni d'utiliser contre la subversion et la propagande communistes les mêmes méthodes,,.
À partir de 1959, elle se rend aux États-Unis pour y donner des conférences et rencontrer des personnalités hostiles au communisme. Elle cherche ainsi à rencontrer le directeur de la Central Intelligence Agency (CIA), Allen Dulles, pour le mettre en garde en 1959 contre la « guerre politique » menée par l'URSS en Europe et en 1960 contre l'existence d'une base soviétique à Cuba, qu'elle affirme avoir localisée. Elle le rencontre brièvement au moins à deux reprises en 1959. Plusieurs de ses livres ou brochures ont été traduits aux États-Unis : son essai de 1954 sur la démocratie et ses mérites par rapport aux totalitarismes a été traduit en 1955 sous le titre The secret of democracy, en 1959 est sorti The Anthill, à propos de la Chine communiste. Elle s'est rendue à Boston en 1959 avec une délégation de l'Association du Traité Atlantique (en) (ATA). Son rapport donné à Londres séduit les dirigeants (démocrates) d'une sous-commission du Sénat, le Senate internal security subcommittee, relevant du Comité judiciaire du Sénat des États-Unis, les sénateurs James Eastland, son président, et Thomas J. Dodd (en), son vice-président, ancien procureur au procès de Nuremberg. Ils diffusent son texte à plusieurs milliers d'exemplaires, sous le titre The technique of soviet propaganda.
Son mémoire dénonce les propagandistes professionnels des partis communistes et la propagande des auxiliaires crypto-communistes des Soviétiques, de la presse - selon elle, ils représentent par exemple la moitié de la presse catholique française avec des journaux comme Témoignage chrétien, qu'elle cite -, des syndicats, des Églises et de multiples organisations qui se font les relais des thèses communistes. Elle dénonce aussi la démagogie de la propagande communiste et ses attaques contre les anticommunistes, avec son abus de mots comme « fasciste ». Elle est invitée à parler à la radio et à la télévision et peut publier quelques articles, par exemple dans la revue de l'American Legion en 1963. Elle rencontre lors de déjeuners à Washington en 1962 plusieurs parlementaires américains, grâce notamment au sénateur Dodd, qui préconise aussi la création d'une « Académie de la liberté ». Dodd lui rend hommage au Sénat en mars 1963, en la comparant à Jeanne d'Arc. Le journaliste et écrivain Eugene Lyons, du Reader's Digest, décrit de même cette petite femme blonde comme la « Jeanne d'Arc de la liberté », dans un article de l'American Legion magazine en 1962, et la présente comme « l'opposante au communisme la plus dynamique, omniprésente et efficace du monde libre » (« the most dynamic, ubiquitous and effective opponent of communism in the free world »). Elle publie aussi en 1962 un long article dans le périodique de l'American Security Council (un mouvement anticommuniste fondé en 1955 par des hommes d'affaires de Chicago), The Washington Report. L'article est intitulé : « Cold War Education : Prerequisite to Victory ». Le sénateur Dodd préface sa brochure Embassies of subversion en 1965. En 1967, sa brochure The Techniques of soviet propaganda est à nouveau diffusée par la sous-commission du Sénat. Cette même année, elle prend part à une réunion internationale consacrée à l'étude du communisme à Chicago, organisée par la Church League of America. Elle a par ailleurs publié dans ce pays Vietnam: An Eye Witness Account (Springfield, Mass., 1964), Sellout in Vietnam ? (Crestwood books, 1966), Red foxes in the chicken coop (Crestwood books, 1966).
En octobre 1960, dans le contexte de la guerre d'Algérie, elle a cosigné en France, comme Léon Boutbien, le Manifeste des intellectuels français pour la résistance à l'abandon, favorable à l'Algérie française et qui s'oppose au Manifeste des 121, et l'année suivante un Manifeste pour l'application en Algérie de garanties réelles contre toute oppression, plus modéré, qui déclare qu'« aucun homme, aucune communauté ne doit être à la merci de dispositions restrictives, arbitraires ou menaçantes du pouvoir quel qu'il soit, (que) dans l'hypothèse d'une Algérie indépendante, tous ceux qui veulent demeurer attachés à la France doivent disposer de garanties réelles et organiques » et qu'il convient d'envisager un partage de l'Algérie. Depuis que son nom est apparu parmi les signataires du contre-manifeste d'octobre 1960, la revue La Révolution prolétarienne, qui rassemble des syndicalistes d'extrême gauche anti-staliniens, rompt avec elle, alors que cette revue publiait un article d'elle en septembre de cette année, parce qu'elle a accepté de voir son nom figurer aux côtés de signataires jugés réactionnaires, d'« intellectuels en uniforme »; son geste est perçu comme une « aberration qui équivaut pour nous à une rupture » et s'explique par un « anticommunisme absurde ». Des lecteurs de la revue déplorent pourtant la rupture même s'ils la comprennent et tiennent à saluer son combat anticommuniste.
En décembre 1960, elle organise à Paris une « conférence internationale sur la guerre politique des Soviets », qui attire durant trois jours plus de 400 personnalités françaises, largement majoritaires, et étrangères, d'Europe de l'Ouest (RFA, Royaume-Uni, Italie, Belgique, Pays-Bas, Suède, Suisse, Danemark, Grèce, etc.), et, moins nombreuses, d'Amérique, d'Asie (Sud-Vietnam, Philippines, Taïwan) et d'Afrique (ancien Congo belge) ainsi que quelques exilés d'Europe de l'Est (Hongrois, Ukrainiens, Georgiens). Son but est d'« alerter l'opinion ». Le secrétaire de la conférence est Henri Barré, ancien sénateur socialiste. La première journée se tient dans la salle de presse du siège de l'OTAN, sous la présidence de Maurice Schumann, président de la commission des affaires étrangères de l'Assemblée nationale, qui donne lecture d'un message du Premier ministre, Michel Debré. Les autres séances ont lieu au Cercle républicain, avenue de l'opéra.
Elle est le rapporteur général de cette conférence et son texte reprend des thèses développées dans son plus récent ouvrage, Il est moins cinq. Elle réclame la mise en place d'une contre-propagande pour réarmer l'Ouest, la création d'une « ligue mondiale de la liberté », d'« académies de la liberté », de vingt mille « missionnaires de la liberté » chargés de mener une « guerre politique » contre le communisme. Edmond Michelet, ministre de la justice, Antoine Pinay, René Pleven, des parlementaires, l'ancien député socialiste Léon Boutbien, le général Béthouart, Gabriel Marcel, lord Birdwood, le président de l'Assemblée des nations captives d'Europe (ACEN), un membre du gouvernement catalan en exil sont notamment membres du comité d'invitation. Parmi les intervenants figurent le Belge Paul-Henri Spaak, qui est alors secrétaire général de l'OTAN, l'Allemand Richard Jaeger, vice-président du Bundestag de la RFA, membre de la CSU, l'Italien Ivan Matteo Lombardo (it), socialiste, ancien ministre, l'écrivain espagnol en exil Salvador de Madariaga, les Britanniques Anthony Kershaw, député, et Lord Birdwood, le Canadien Augustin Brassard, député libéral, le ministre luxembourgeois Pierre Grégoire, le Mexicain Jorge Prieto Laurens, l'amiral brésilien Penna Boto, fondateur de la Confederación Interamericana para la Defensa del Continente (CIDEC) ou le sénateur américain Thomas J. Dodd (en). Ont assisté à cette conférence d'autres parlementaires du « monde libre » comme les Italiens Randolfo Pacciardi et Giuseppe Bettiol, le Vietnamien Thuang-Conk Cuuc, vice-président de l'Assemblée nationale de la république du Viêt Nam, le sénateur américain Kenneth B. Keating, républicain, autre membre de la sous-commission du Sénat. Le Belge Paul Van Zeeland. Florian Collin président du Mouvement pour les États-Unis d'Europe. Des représentants de leaders africains (Moïse Tshombé, Joseph Kasa-Vubu). Ainsi que d'autres Américains comme un ancien sous-secrétaire d'État (Walter S. Robertson), Eugene Lyons, journaliste, Benjamin Mandel, director of research de la sous-commission du Sénat, Forrest Davis, éditorialiste. Parmi les Français figurent Edmond Michelet, qui « tint à venir participer personnellement aux débats », les députés français Maurice Faure (socialiste et radical de gauche), Arthur Conte (socialiste), Paul Coste-Floret (MRP), Jacques Raphaël-Leygues (UNR), Lucien Neuwirth (UNR) et Jacqueline Thome-Patenôtre, qui offre un cocktail, les sénateurs Ernest Pezet (MRP) et Georges Lamousse (SFIO), les socialistes Léon Boutbien, Maurice Deixonne et Jacques Piette, le professeur René Courtin, Georges Albertini,,,,,,,.

Elle publie en 1961 Vie ou mort du monde libre. C'est un compte rendu des travaux de la conférence de 1960 : il comprend le rapport introductif de l’auteur, les exposés de délégués, tel le Taïwanais Ku Cheng-kang, cofondateur de l'APACL et futur animateur de la WACL,. Elle se dit alors convaincue qu'il existe un seul « domaine où les Soviétiques ont une avance considérable sur les Etats-Unis, parce qu'ils possèdent une arme suprême qui n'est ni militaire, ni sociale, ni économique, ni culturelle, dont ils ont la maîtrise absolue à travers tout le globe, qu'ils ont perfectionnée depuis un quart de siècle et qu'ils sont les seuls à manier ». 

« (Cette arme, c'est) la guerre politique (...) une combinaison de démagogie illimitée (...) et d'intoxication lente (...). C'est la mystification, la conspiration, l'embrigadement, la propagande incessante, colossale et tentaculaire, capable de conduire l'Occident à l'aboulie, à la démission volontaire devant l'agression ennemie, au suicide. »

Une conférence semblable se tient en novembre 1961 en Italie, à Rome, co-organisée par Suzanne Labin et Ivan Matteo Lombardo, en présence du sénateur Dodd, du syndicaliste français Raymond Le Bourre,,,, du Brésilien Carlos Penna Botto. Lombardo est vice-président de l'association du traité de l'Atlantique (ATA) et préside sa section italienne. Il est aussi membre du conseil des gouverneurs de l'Institut atlantique, organisme international de statut privé fondé en 1961 dans le but de développer la coopération entre pays atlantiques dans les domaines économique , politique , social et culturel, initié à partir de 1957 par la Conférence des Parlementaires de l'OTAN et l'ATA, aux côtés d'Antoine Pinay, Maurice Faure, du général Béthouart, de Paul-Henri Spaak, de Paul Van Zeeland.
En 1961, elle cosigne une lettre ouverte adressée au général de Gaulle et au président américain John Fitzgerald Kennedy demandant « l'arrêt de l'agression » des troupes de l'ONU contre le Katanga sécessionniste, à l'instar de Léon Boutbien, Maurice Faure, Arthur Conte, André François-Poncet, Michel Habib-Deloncle, Gabriel Marcel, Alain Peyrefitte, Jules Romains ou Maurice Schumann.
En 1964, elle cosigne un texte protestant contre la reconnaissance de la Chine communiste, aux côtés des sénateurs Bruyneel (indépendant) et Lamousse (socialiste), du député socialiste Regaudie, d'anciens députés comme Édouard Frédéric-Dupont (droite) ou Léon Boutbien (socialiste) et du militant anticommuniste Guy Vinatrel. Elle considère alors que la reconnaissance de la république populaire de Chine par le général de Gaulle fait peser une menace sur l’Occident et entend démontrer que la Chine de Mao Zedong pratique une propagande subversive. Elle va jusqu'à affirmer que ce pays utilise l’opium pour détruire les sociétés occidentales.
En 1966, dans le contexte de la guerre du Viêt Nam, elle cosigne une autre déclaration décrivant « la guérilla  vietcong au Vietnam du Sud comme une agression conçue, instruite, équipée et contrôlée par les régimes communistes », aux côtés d'hommes politiques socialistes (Maurice Deixonne, qui a donné un texte à la conférence de 1960, Henri Barré, Marcel-Edmond Naegelen), de droite (Bruyneel, Henri Yrissou, Julien Tardieu), et d'autres personnalités comme le général Lionel-Max Chassin, Armand Cuvillier, Max Richard, directeur de La Fédération. Elle figure également au comité de patronage du Comité franco-hongrois pour la célébration de l'insurrection de Budapest de 1956, qui organise une réunion commémorative à la Mutualité en 1966, aux côtés de Marcel-Edmond Naegelen, de l'Académicien André François-Poncet et de personnalités marquées à droite voire à l'extrême droite comme le général Chassin, Jean Baylot, ancien préfet de police, Me François Cathaha, président de l'Union des intellectuels indépendants, Georges Laederich, président du CEPEC, le colonel Rémy, Louis Rougier, Dominique Venner, Horace Savelli, etc.. En 1967, elle signe encore un autre texte, protestant contre la politique de l'URSS en Ukraine, aux côtés du général Chassin, de François-Poncet, du sénateur Bruyneel, de Legaret, de Tardieu et de personnalités européennes. En février 1968, elle participe à Paris à un meeting du Front uni de soutien au Vietnam du Sud, fondé par Roger Holeindre.

Dans les années 1960 et 1970, elle voyage à nouveau en Asie de l'Est et du Sud-Est. Elle séjourne en 1961 au Sud-Vietnam, où des journaux locaux s'intéressent à elle et où son livre Il est moins cinq est traduit. Elle écrit : 

« Ayant été nommément mise en cause dans un article: «Suzanne et le Pacifique» d'un journal socialiste, moi-même membre du Parti socialiste français (SFIO), je réponds: 1. On me «met au ban du socialisme» parce que je suis allée dans ce pays de dictature qu'est le Vietnam. Parmi les camarades qui me font ce reproche, plusieurs s'en furent serrer les mains des super-dictateurs soviétique et chinois, couverts du sang d'innombrables travailleurs et socialistes (...) Et maintenant que j'ai répondu aux accusations, c'est à mon tour d'accuser. Dans un texte sur le Vietnam (...) je lis sans en croire mes yeux: «La réunification (du pays), plus encore qu'une nécessité politique ou économique, est une exigence humaine.» Il s'agit bien de réunification tout court, sans aucune condition, c'est-à-dire sans aucune garantie contre la fraude communiste, c'est-à-dire s'achevant en quelques mois par la mainmise complète de Moscou sur l'ensemble du pays, donc par la fusillade ou l'emprisonnement de la totalité des socialistes, donc par l'extension à 10 millions d'hommes de plus, de l'exploitation et de l'oppression les plus cruelles de l'histoire »

Elle participe en Asie, comme observatrice, aux réunions internationales annuelles de l'Asian Peoples' Anti-Communist League (APACL). Elle y est en général la seule Française, aux côtés de quelques autres Européens et d'Américains. Elle séjourne à Taïwan en 1961 avec neuf autres délégués et observateurs de l'APACL. Elle prend part aux conférences à Tokyo en 1962, à Saïgon (Sud-Vietnam) en 1963, à Manille (Philippines) en 1965, à Séoul (Corée du Sud) en 1966.
L'APACL se transforme en 1966 en World Anti-Communist League (WACL) ou ligue anti-communiste mondiale, dont elle devient la présidente de la branche française. Suzanne Labin prend la parole à la première conférence de la WACL en 1967 à Taipei à Taïwan et assiste par la suite aux sommets annuels de cette confédération, à sa 2e conférence en décembre 1968 à Saigon, en pleine guerre du Vietnam, à la 3e à Bangkok en décembre 1969, durant laquelle elle prononce un discours, à la 4e conférence en septembre 1970, à Kyoto au Japon - elle y prend la parole également -, à sa 5e à Manille aux Philippines en 1971, à sa 7e conférence à Washington en avril 1974,,, à sa 8e conférence à Rio de Janeiro au Brésil en 1975. Elle séjourne à Taïwan à nouveau en 1970.
Elle se présente à la fin des années 1960 comme la présidente à la fois d'une Ligue de la liberté et de la Conférence internationale sur la guerre politique. L'Italien Matteo Lombardo anime avec elle cette Ligue de la liberté (ou Ligue internationale pour la liberté), fondée à Paris vers 1964 et composée de sections française, italienne et belge, membres des chapitres de la WACL de leur pays respectif. Elle préside ensuite l'Union pour la liberté, branche française de la WACL créée en 1971.
Elle participe en septembre 1966 en Afrique du Sud à Pretoria à un congrès anticommuniste organisé par le South African Council to Combat Communism, aux côtés de Sud-Africains et d'Américains comme le professeur Stefan T. Possony. Elle voyage aussi dans les années 1960 et 1970 en Amérique latine, où ses ouvrages sont loués. Le Brésilien Carlos Lacerda, qu'elle connait depuis 1948, traduit en 1963 Il est moins cinq (Em Cima da Hora. Conquista Sem Guerra). Elle séjourne à Rio de Janeiro cette année-là. Elle est reçue par une organisation anticommuniste comme l'IPES (Institute for social research and study), formé en 1961, qui distribue ses livres. Elle prend part en 1974 à Sao Paulo à une réunion organisée par la Sociedad Brasileña de Defensa de la Tradición, Familia y Propiedad (TFP), aux côtés de l'Américain Fred Schlafly, alors président de la WACL et de l'American Council for World Freedom et du Sud-Coréen Shim Hyunjoon, secrétaire général de la WACL.
En Europe, quelques-uns de ses livres sont traduits en Espagne, en Italie, en RFA. Elle fréquente dès sa fondation en juin 1967 à Munich une association anticommuniste transnationale, l'European freedom council (EFC), chargée de coordonner et d'intensifier sur ce continent les différentes associations anticommunistes et de venir en aide aux exilés d'Europe de l'Est. Il s'agit de facto de la branche européenne de la Ligue anticommuniste mondiale (World Anti-Communist League, WACL). L'un des fondateurs est l'Ukrainien Iaroslav Stetsko, dirigeant de l'Anti-Bolshevik Bloc of Nations (ABN), qui fédère des réfugiés d'Europe de l'Est, installé à Munich, et cofondateur de la WACL. L'Italien Lombardo, vice-président de l'Association du traité Atlantique, dirigeant de la branche italienne de la WACL et membre de son bureau exécutif, est un autre fondateur et futur président (1974) de cet EFC. Son président originel est le Danois Ole Bjørn Kraft (1967-1974), ancien ministre des affaires étrangères et ancien président du Conseil de l'Atlantique nord (OTAN), qui a assisté comme Suzanne Labin et Lombardo à la conférence de la WACL à Séoul en 1966. Les périodiques de l'ABN et Stetsko avaient auparavant critiqué Suzanne Labin, ses méthodes peu démocratiques lors de la conférence de Rome, à laquelle avait assisté l'épouse de Stetsko, et son refus de présenter l'URSS comme une puissance coloniale alors que l'ABN milite pour l'indépendance des peuples non-russes qui constituent contre leur gré l'Union soviétique, au moment où l'ABN de Stesko ambitionnait comme Suzanne Labin de fédérer les mouvements anticommunistes,,.
Elle est en tout cas désignée présidente d'un comité de l'information et intègre en 1970 le conseil d'administration de ce European Freedom Council, aux côtés notamment de John Graham, président de la British League for European Freedom, la branche britannique de la WACL, rédacteur en chef de l'Anglo-Ukrainian news et membre du Labour party, puis du Belge Paul Vankerkhoven, secrétaire général de la Ligue internationale pour la liberté. Le périodique de l'ABN publie quelques articles de Suzanne Labin qui par ailleurs cosigne des textes de protestation ou de soutien de l'EFC. On la trouve aux réunions annuelles de l'EFC, à Milan et Londres en 1968, Bruxelles en 1970, Londres en 1973, Zurich en 1974, où là encore elle est l'une des rares personnalités françaises. Elle y côtoie des personnalités anticommunistes au passé contesté, tels Iaroslav Stetsko ou l'Allemand Theodor Oberländer, ancien membre du parti nazi, ancien ministre des réfugiés de la RFA et ancien dirigeant du Bloc des réfugiés passé à la CDU, membre du conseil d'administration de l'EFC. Elle les côtoie aussi lors des sommets de la WACL. Par exemple en 1970 au Japon où l'on trouve Suzanne Labin, Lombardo, Oberländer, Stetsko et Kraft, aux côtés de personnalités qui ont participé à la conférence de 1960 comme Jorge Prieto Laurens, vice-président de la Confederación Interamericana para la Defensa del Continente et de Georges Albertini.
Outre ses livres, elle fait paraître des brochures, publiées par les éditions de la Ligue de la liberté : Reconnaissance Chine communiste : Ambassades pour subversions et La liberté se joue à Saïgon, en 1964, De Gaulle ou La France enchaînée et Les colonialistes chinois en Afrique en 1965, Goliath et David : Justice pour la Chine libre, en 1967. Dans De Gaulle ou La France enchaînée, elle affirme que « le P.C. est capable de favoriser un général « autocrate et réactionnaire » dès qu'en matière internationale il sert les visées de Moscou » et décrit de Gaulle comme « un allié de Moscou, mû par un ressentiment personnel envers les États-Unis ». Elle appuie dans ces brochures Taïwan contre la Chine de Mao. Elle publie aussi en 1962 La famine en Chine communiste, aux éditions Est-Ouest d'Albertini. Elle donne des conférences, en France et à l'étranger, en anglais et en espagnol.
Elle écrit aussi des articles dans divers périodiques français. Dans des revues des cercles militaires, comme la Revue militaire générale en 1959, ou la Revue Défense nationale, qui publie en 1960 des chapitres d'Il est moins cinq et d'autres articles en 1961 et 1962. Dans le magazine Historia, dans la revue Le Spectacle du monde, où dominent des collaborateurs de droite. Pour Exil et liberté, le mensuel anticommuniste de l’Internationale de la Liberté (qui s'appelait avant novembre 1961 l'Union pour la Défense des Peuples Opprimés/UDPO, fondée en 1947) du journaliste franco-russe François de Romainville (alias Arsène de Goulevitch). La Revue des Deux Mondes accueille ses articles des années 1950 aux années 1980. Tous ne portent pas sur le communisme ; elle y a aussi évoqué ses voyages en Israël ou en Amérique latine, la toxicomanie ou la violence dans les médias et au cinéma. L'anticommunisme n'est jamais loin cependant ; ainsi, il irrigue son article de 1976 sur la modernisation de l'Iran du Chah Mohammad Reza Pahlavi dont « le palmarès national et international (a) de quoi mettre en furie les forces mondiales qui, consciemment ou inconsciemment, travaillent dans la mouvance communiste ».
Elle s'oppose à la contre-culture des années 1960 ; elle la juge décadente, estime qu'elle affaiblit le bloc de l'Ouest et en rend responsable les communistes. D'où son réquisitoire de 1970, Hippies, Drogues et Sexe, publié dans plusieurs pays dont l'Italie (Edizioni Landoni, 1971), l'Espagne (Luis de Caralt, 1971) ou les États-Unis (Arlington House, 1972). Elle témoigne dans ce dernier pays sur ce sujet en septembre 1972 devant le Senate internal security subcommittee, toujours présidé par le sénateur James Eastland. Elle se présente comme une experte ayant fait 16 tours du monde dont le dernier consacré au trafic mondial de drogues et à ses consommateurs, allant en Afghanistan, au Népal, en Inde, aux États-Unis.
Cette ancienne socialiste n'hésite pas à fréquenter les milieux de la droite antigaulliste dans les années 1960 — elle se fait éditer par les éditions de la Table ronde et les Nouvelles Éditions latines —, et ceux de la droite catholique conservatrice française : elle publie ainsi des articles anticommunistes dans France catholique. Elle devient l'amie du romancier catholique traditionaliste Michel de Saint Pierre, sans pour autant partager ses convictions religieuses. Ce dernier a loué ses livres et a rejoint la WACL,. Il est le secrétaire général de la Conférence internationale sur la guerre des Soviets au début des années 1980. Elle se fait publier par les éditions Dominique Martin Morin en 1985 et collabore aux Cahiers de Chiré. Ce qui révèle sa marginalisation croissante.
Elle fréquente également des milieux de l'extrême droite française, en publiant de façon épisodique dans l'hebdomadaire Rivarol dans les années 1970, dans la revue Militant et dans les Écrits de Paris. Elle est en relation avec Claude Adam de l'Union des intellectuels indépendants.

De même, en Suisse, elle collabore de la fin des années 1950 à 1969 au Bulletin national d'information, publié à Lausanne par une organisation anticommuniste fondée en 1948, le Comité suisse d'action civique (CSAC) de Marc-Edmond Chantre,. Elle y publie des articles sur « l'impérialisme communiste » et sa guerre politique, la rupture sino-soviétique, la guerre du Viêt Nam — elle appuie la politique américaine d'aide au Sud-Vietnam contre la guérilla communiste et le Nord-Vietnam —, mai 68, l'invasion de la Tchécoslovaquie par les troupes du Pacte de Varsovie et « l'impuissance apparemment congénitale du monde libre à reconnaître la réalité du communisme ». Elle y dénonce la soi-disant coexistence pacifique, la politique étrangère du général de Gaulle, notamment le retrait de la France du commandement intégré de l'OTAN, décidé en 1966, le neutralisme et ses tenants. Elle collabore ensuite régulièrement au petit quotidien très conservateur et catholique Nouvelliste , du canton du Valais, dans les années 1970 et 1980, et à la revue Controverses d'Éric Bertinat, fondée en 1988. Dans les colonnes du Nouvelliste, elle commente la politique étrangère et la vie politique française, bataillant sans cesse contre le communisme sous toutes ses formes, la « lâcheté » des États face aux dictatures communistes et la « mauvaise foi » de « l'intelligentsia progressiste ». Elle y dénonce le double standard, « l'appareil d'intoxication » communiste qui fustige les régimes autoritaires de droite tandis qu'il tait ou minimise les crimes communistes. Et affirme à propos des dictatures militaires latino-américaines : 

« Résumons. Le communisme constitue aujourd'hui le mal suprême. En quelque lieu et sous quelque circonstance qu'apparaissent ses tentacules, tous les hommes qui veulent sauver la civilisation doivent immédiatement et en haute priorité faire front contre lui. Si quelque part surgissent des abus d'une autre source qu'il faille corriger, alors de deux choses l'une : ou bien des résistants authentiquement démocratiques rassemblent assez de forces pour défendre leur cause eux-mêmes, et alors qu'ils y aillent, on les bénira. Ou bien ils sont incapables d'un tel assaut (...) et alors, tant pis pour eux, mieux vaut qu'ils prennent en patience le mal dont ils souffrent plutôt que de s'allier au diable communiste, dont l'intervention engendrerait un mal incommensurablement plus terrible. Qu'un Somoza soit culbuté par nous, applaudissons. Qu'il le soit par Castro, pleurons. »

Elle prend la défense du Chili du général Pinochet, qu'elle a rencontré, dans un article de 1979 intitulé « Voir le fascisme là où il n'est pas et ne pas le voir là où il est ». Elle défend Pinochet dans son livre de 1980 Chili. Le crime de résister.
Ses relations avec la Ligue anticommuniste mondiale (World Anti-Communist League, WACL) et l'European Freedom Council (EFC) dans la seconde moitié des années 1970 sont peu documentées, dans une période où la WACL traverse une crise interne du fait de la montée en puissance en son sein du penseur Roger Pearson, décrit comme raciste et antisémite. Suzanne Labin déclare en tout cas dans un droit de réponse au périodique de la Ligue des droits de l'homme, Hommes en libertés, en octobre 1981 : « M. Roger Pearson (...) a été exclu de la WACL en raison de ses activités racistes, et la section française de la WACL (...) a joint ses efforts aux sections belge, suisse, italienne, scandinave, allemande, etc. pour que M. Pearson disparaisse de nos rangs ». En 1979, au nom d'organisations françaises adhérentes à la WACL, elle adresse au président américain Jimmy Carter une lettre de protestation contre la décision des États-Unis de ne plus reconnaître Taïwan. Elle participe à la 13e conférence de la WACL qui se tient en juillet 1980 à Genève, qu'elle présente et décrit à ses lecteurs du Nouvelliste. Elle collabore au périodique belge de la Ligue internationale pour la liberté, Damoclès, fondé en 1967.
Durant la campagne électorale de l'élection présidentielle de 1981 qui débouche sur la victoire de François Mitterrand, elle fait partie de ceux qui s'effraient de l'arrivée au pouvoir d'un socialiste allié aux communistes. Elle publie en avril 1981 un article dans Le Figaro intitulé « Ce que Mitterrand vous cache », dans lequel elle affirme que le but de ce dernier est la collectivisation et l'économie planifiée, qu'il a pris des positions favorables aux Soviétiques en politique étrangère et qu'il est dépendant d'un « Parti communiste puissant ». C'est une des raisons pour lesquelles elle a publié un livre sur le Chili de Salvador Allende et du général Augusto Pinochet qui mit fin au pouvoir du socialiste Allende par un coup d'état en 1973 : la France est gouvernée aussi « par un Front populaire socialo-communiste (...) (qui) dispose de tous les pouvoirs » et son chef, Mitterrand, « a annoncé, après une visite à son camarade Allende, qu'il se proposait d'instaurer un socialisme à la chilienne ». Or Suzanne Labin entend montrer que « le gouvernement Allende dépouilla, opprima et affama le peuple » et que « le régime Pinochet sauva le pays de la famine et de la terreur ». Le général Pinochet « a instauré un régime autoritaire certes, c'est-à-dire sans partis ni parlement, ce qui reste regrettable et n'a rien de fasciste », affirme-t-elle . Selon elle, « il n'y eut aucun crime à résister à la communisation totale du pays, même par la force des armes, bien qu'évidemment un autre recours aurait été préférable ». L'ancien ministre giscardien Michel Poniatowski, dans son pamphlet Lettre ouverte au Président de la République, souligne qu'elle a raconté dans son livre « d'une façon prophétique, à propos du Chili, ce qui se passerait en France ». De même, Michel de Saint Pierre la cite dans Lettre ouverte aux assassins de l'école libre à propos du Chili comme du débat sur l'école libre. En 1982, elle cosigne un manifeste du Comité des intellectuels pour l'Europe des libertés (CIEL), d'Alain Ravennes dénonçant le « totalitarisme soviétique » et jugeant « inadmissible » la présence de ministres communistes dans le gouvernement français.
À partir de la fin des années 1980, elle est obligée de s'auto-éditer et devient une figure de plus en plus marginale dans la vie politique et intellectuelle.
Elle est docteur honoris causa de la Faculté des sciences appliquées de Londres.
Suzanne Labin est veuve depuis juillet 1982 ; son mari, qui la soutenait moralement et financièrement, meurt des suites d'un infarctus à Paris. Il enseignait l'informatique à l'IUT de Rennes, publia plusieurs livres s'intéressant aux sciences et à l'informatique et était directeur de collection chez l'éditeur Bordas depuis 1971.

## Œuvres
- Staline le Terrible. Panorama de la Russie soviétique, Paris, Éditions Self, 1948.
- Le Drame de la démocratie, Paris, Pierre Horay, 1954 (« Lire en ligne le début »).
- Les Entretiens de Saint-Germain - Liberté aux liberticides ?, Paris, Éditions Spartacus, Prix de la liberté 1957
- La conspiration communiste. L'hydre totalitaire. Comment la museler, Paris, Spartacus, avril 1957[163], Cahier no 33, 48 p. (brochure résumant l'ouvrage précédent) (« Lire en ligne »)
- La Condition humaine en Chine communiste, Paris, La Table Ronde, collection « L'Ordre du Jour », 1959 (« Lire en ligne »).
- Il est moins cinq - Propagande et infiltration soviétiques, Paris, éditions Berger-Levrault, 1960.
- Vie ou mort du monde libre. Les mots sont les armes chocs de la guerre révolutionnaire, Paris, La Table Ronde, 1961.
- Compétition U.R.S.S. U.S.A., Paris, La Table Ronde, coll. « L'Ordre du Jour », 1962 (« Lire en ligne le début »).
- Le Tiers Monde entre l'Est et l'Ouest. Vivre en dollars. Voter en roubles, Paris, La Table Ronde, coll. « L'Ordre du Jour », 1964 (« Lire le début en ligne »).
- Vietnam. Révélations d'un témoin, Paris, Nouvelles Éditions latines, collection « Survol du Monde », 1964.
- Menaces chinoises sur l'Asie, Paris, La Table Ronde, coll. « L'Ordre du Jour », 1966.
- Cinquante années de communisme (octobre 1917-octobre 1967), Paris, Berger-Levrault, 1967.
- Le petit livre rouge arme de guerre, Paris, La Table Ronde, coll. « L'Ordre du Jour », 1968. Couverture illustrée d'un portrait de Mao (« Lire en ligne le début »).
- Hippies, Drogues et Sexe, Paris, La Table Ronde, coll. « L'Ordre du Jour », 1970 ([lire en ligne])
- Le monde des drogués, Paris, Éditions France-Empire, 1975.
- La violence politique, Paris, Éditions France-Empire, 1978. Prix Henri-Malherbe 1980 décerné par l'Association des écrivains combattants.
- Chili. Le crime de résister, Paris, Nouvelles éditions Debresse, 1980 (« Lire en ligne »(Archive.org • Wikiwix • Archive.is • Google • Que faire ?)).
- Israël. Le crime de vivre, Paris, Nouvelles éditions Debresse, 1981.
- Socialisme : la démagogie du changement, Paris, Nouvelles éditions Debresse, 1983 (« Lire en ligne le début »).
- Les colombes rouges, Paris, Éditions Dominique Martin Morin, 1985.
- Les Requins Rouges et leurs Poissons-Pilotes. La politique Nord-Sud au service de l'expansionnisme soviétique, Paris, autoédition, 1986.
- Les États terroristes. La guerre des lâches, Paris, autoédition, 1987 (« Lire le début en ligne »).
- Vivre en dollars et voter en roubles : cocus et payants, le scandale doit cesser, Paris, autoédition, 1989.
- Le Monde libre va-t-il tomber dans les pièges de Gorbatchev ? Son cheval de Troie : la Maison commune européenne, Paris, autoédition, 1990.
- Des menteurs masochistes vous trompent : pourquoi et comment fonctionne la plus grande machine à mensonges ?, Paris, autoédition, 1992.
- Les indignations sélectives de la gauche. Anticolonialistes sélectifs. Antiterroristes sélectifs. Antiracistes sélectifs. Antisexistes sélectifs. Pourquoi tant de mauvaise foi ?, Paris, autoédition, 1993.